# Alphomelon crocostethus
Alphomelon crocostethus (лат.) — вид мелких наездников-браконид рода Alphomelon из подсемейства Microgastrinae (Braconidae, Ichneumonoidea).

## Распространение
Неотропика (Аргентина, Боливия, Бразилия, Колумбия, Доминиканская Республика, Ямайка, Перу, Пуэрто-Рико).

## Описание
Паразитические наездники крупных для микрогастерин размеров. Основная окраска желтовато-оранжево-коричневая. От близких таксонов отличается следующими признаками: петиолярный гребень тергита T1 сравнительно короче, занимает задние 0,5 или менее длины T1 и заканчивается чётко перед задним краем тергита, гребень разделен сзади на два рукава, которые обычно не так широко разделены; T2 в основном гладкий; голова в основном чёрная; цвет тела изменчивый, но очень редко в основном темно-оранжево-желтый. Паразитируют на гусеницах бабочек-толстоголовок (Hesperiidae). Яйцеклад примерно равен по длине задней голени; проподеум морщинистый; первый тергит брюшка немного длиннее своей ширины; второй тергит много шире первого и короче третьего тергита. Жгутик усика 16-члениковый. Нижнечелюстные щупики 5-члениковые, нижнегубные щупики состоят из 3 сегментов. Дыхальца первого брюшного тергита находятся на латеротергитах.